# Litsea mellifera
Litsea mellifera är en lagerväxtart som beskrevs av A. C. Smith. Litsea mellifera ingår i släktet Litsea och familjen lagerväxter. Inga underarter finns listade i Catalogue of Life.